# برگرد، شبای کوچک (نمایشنامه)
بازشگت (نام انگلیسی: Come Back, Little Sheba) عنوان نمایشنامه ای نوشته ویلیام اینگ (به انگلیسی: William Inge) است که توسط رضا دادویی ترجمه و در سال ۱۴۰۰ توسط انتشارات سبزان به چاپ رسیده‌است. این نمایشنامه در سال ۱۹۵۳ برنده جایزه پولیتزر نمایشنامه نویسی شد. نخستین بار در ۱۵ فوریه سال ۱۹۵۰ توسط گروه نمایشی گیلد در سالن تئاتر بوت برادوی در شهر نیویورک به کارگردانی دنیل مان روی صحنه رفت. در سال ۱۹۵۲ فیلمی ۹۹ دقیقه ای بر اساس آن به نام برگرد، شبای کوچک به کارگردانی دنیل من ساخته شد که شرلی بوت با بازی در این فیلم موفق به دریافت جایزه اسکار شد.